# Monte Roccandagia
Il Monte Roccandagia è un rilievo montuoso italiano appartenente alla catena delle Alpi Apuane, alto 1.717 metri sul livello del mare. Si trova in alta Toscana, in Provincia di Lucca, nel Comune di Vagli di Sotto e fa parte del Parco Regionale delle Alpi Apuane; è riconosciuto quale Sito di interesse comunitario e località di rilevante interesse ambientale in ambito CEE.

## Caratteristiche
La montagna è situata nella parte settentrionale della catena delle Alpi Apuane ed è lievemente spostata verso Est rispetto all'asse della dorsale principale. 
La Montagna ha la forma di un'affilata cresta formata da costoni di origine morenica; il versante di Sud-Ovest è attaccato al lato Nord-Est della piramide triangolare e marmorea del Monte Tambura, la seconda cima delle Alpi Apuane, della quale può anche essere considerata un alto contrafforte.
Il versante di Nord-Est del Monte Roccandagia è assai suggestivo e assomiglia alle cime delle Dolomiti: precipita con una parete strapiombante e fessurata sulla conca verde di Campocatino, alta 1000 metri sul livello del mare.
Pressoché tutte le vie di accesso alla vetta necessitano della massima attenzione e comportano il superamento di difficoltà di tipo alpinistico:
La via classica più ripetuta è la cresta ESE, percorsa in due riprese, dapprima fino alla spalla o Piccola Roccandagia (Conti e Petronio nel 1947) poi da A. Nerli, I. Bertolini e G.B. Scatena fino alla cima nel 1949. Essa presenta difficoltà di IV e V e A1 nel passo chiave proprio in cima. Le altre vie sulla parete NE sono state abbandonate per la friabilità della roccia, eccetto la via dei Carrarini a volte ripresa e con roccia discreta (300 m, V+ e A2). Altre vie sportive sorgono accanto alla classica e la intersecano in più punti.
Un settore d'arrampicata è la Parete di San Viviano posta sotto l'eremo.
Dalla cima del Roccandagia la vista spazia a 360 gradi, oltre che su Campocatino, sulla catena apuana e sulla Garfagnana. In lontananza si possono intravedere le vette dell'alto crinale dell'Appennino Tosco-Emiliano.

## Curiosità storiche
Alla base della parete di roccia del Monte Roccandagia, s'incontra la verde conca di Campocatino, facilmente raggiungibile in auto da Castelnuovo di Garfagnana dopo avere toccato il suggestivo Paese di Vagli: la zona era destinata all'alpeggio estivo; nella conca si possono osservare le caratteristiche ed antiche case di pietra grigia chiara dei pastori che s'integrano bene nell'ambiente.
Nei pressi di Campocatino c'è anche una Oasi della Lega Italiana per gli Uccelli ed un antico eremo: quello di San Viviano.